# Studnisko (Mirów)
Studnisko – skała na Wyżynie Częstochowskiej w miejscowości Mirów, w gminie Niegowa, w powiecie myszkowskim, w województwie śląskim. Jest jedną ze Skał Mirowskich. Znajduje się w grzędzie o południkowym przebiegu w środkowej części Mirowskich Skał, w odległości około 0,5 km od Zamku w Mirowie. Przez wspinaczy skalnych zaliczana jest do Grupy Turni Kukuczki. W grupie tej w kolejności z południa na północ znajdują się skały: Studnisko, Szafa i Turnia Kukuczki.
Studnisko ma wysokość do 14 m, połogie i pionowe lub przewieszone ściany zbudowane z twardych wapieni skalistych. Nazwa pochodzi od tego, że we wschodniej ścianie znajduje się pionowy Komin w Studnisku Mirowskim o okrągłym przekroju (jak studnia). Dolny wylot ma u podstawy ściany, górny na wysokości około 2 m, w postaci szczeliny przechodzącej w komin ciągnący się do samego szczytu skały. Komin ten oddziela Studnisko od Szafy.
Wspinacze skalni poprowadzili na Studnisku 5 trudnych dróg wspinaczkowych (stopień trudności od VI.1 do VI.5+ w skali Kurtyki). Wszystkie na ścianie wschodniej. Dwie z nich posiadają dobrą asekurację (ringi i stanowiska asekuracyjne).

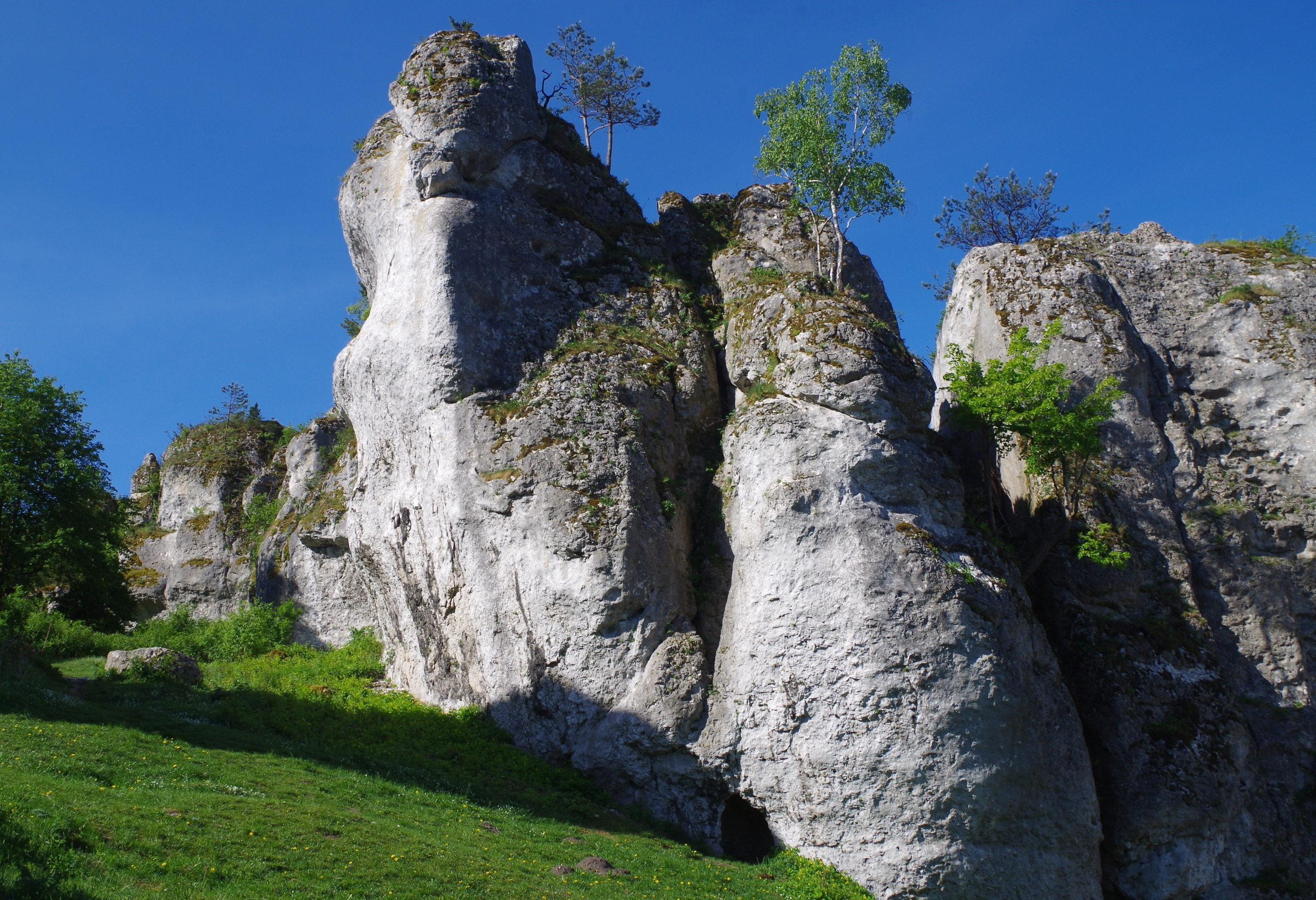
Studnisko i Szafa od wschodu
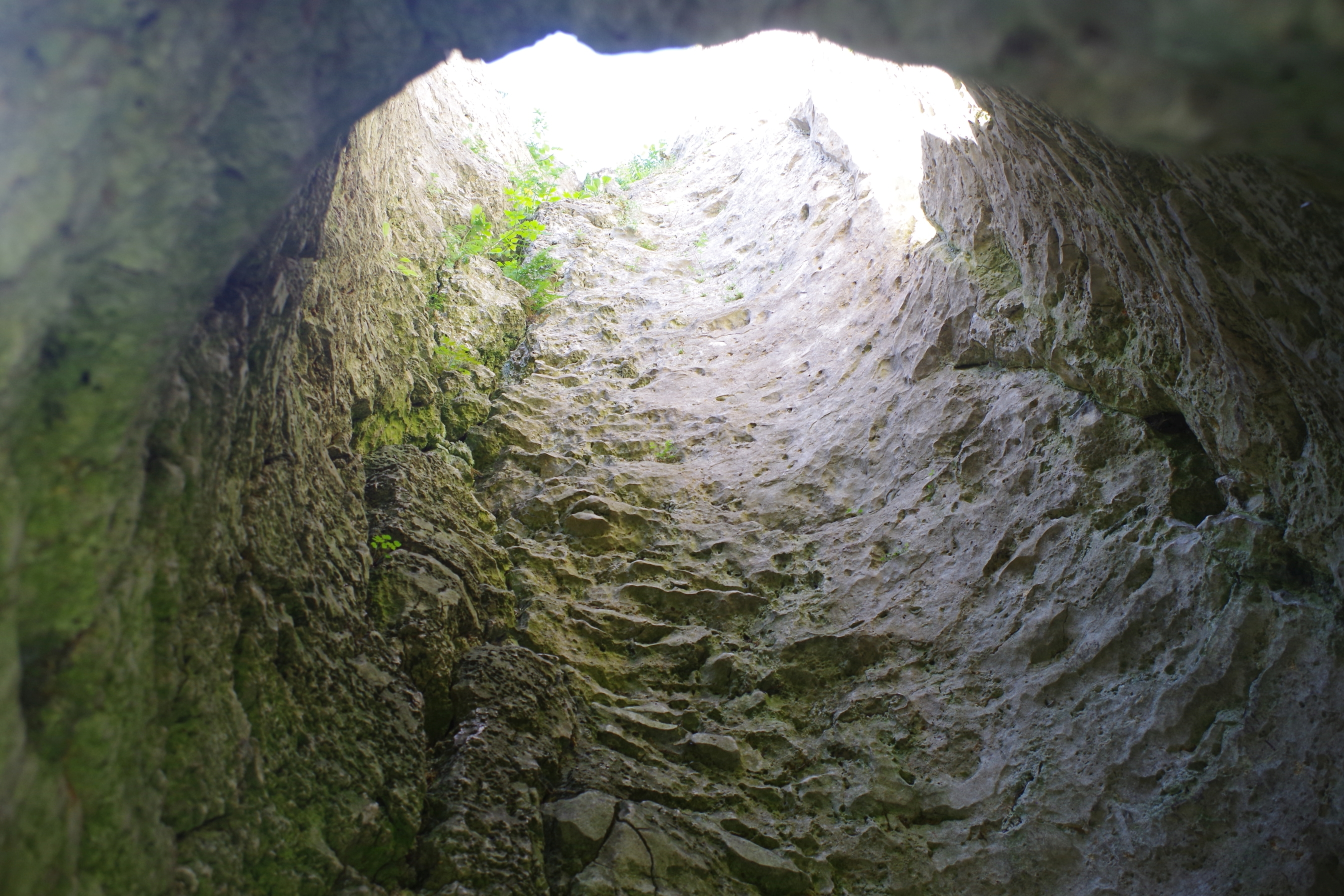
Studnia
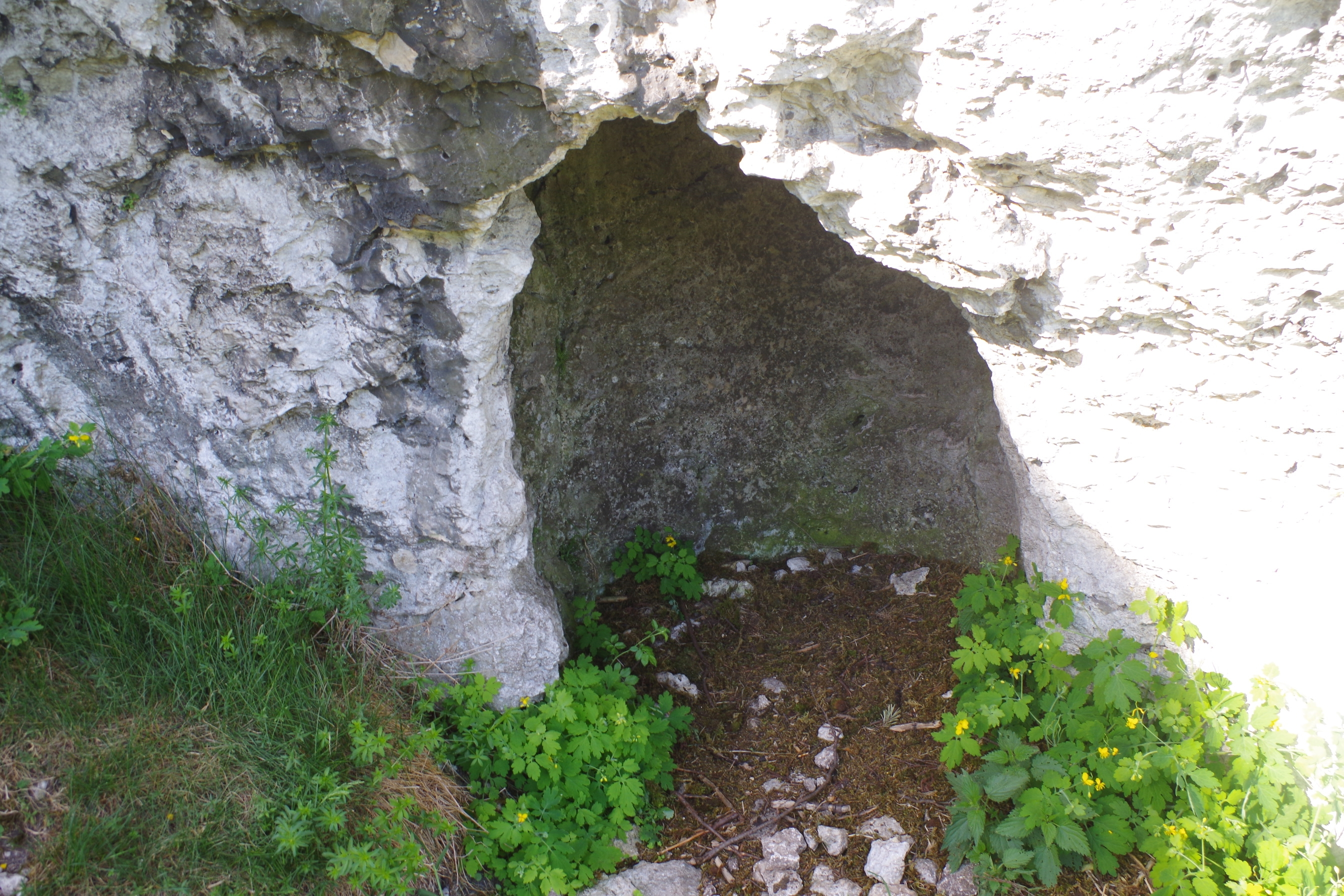
Wylot studni
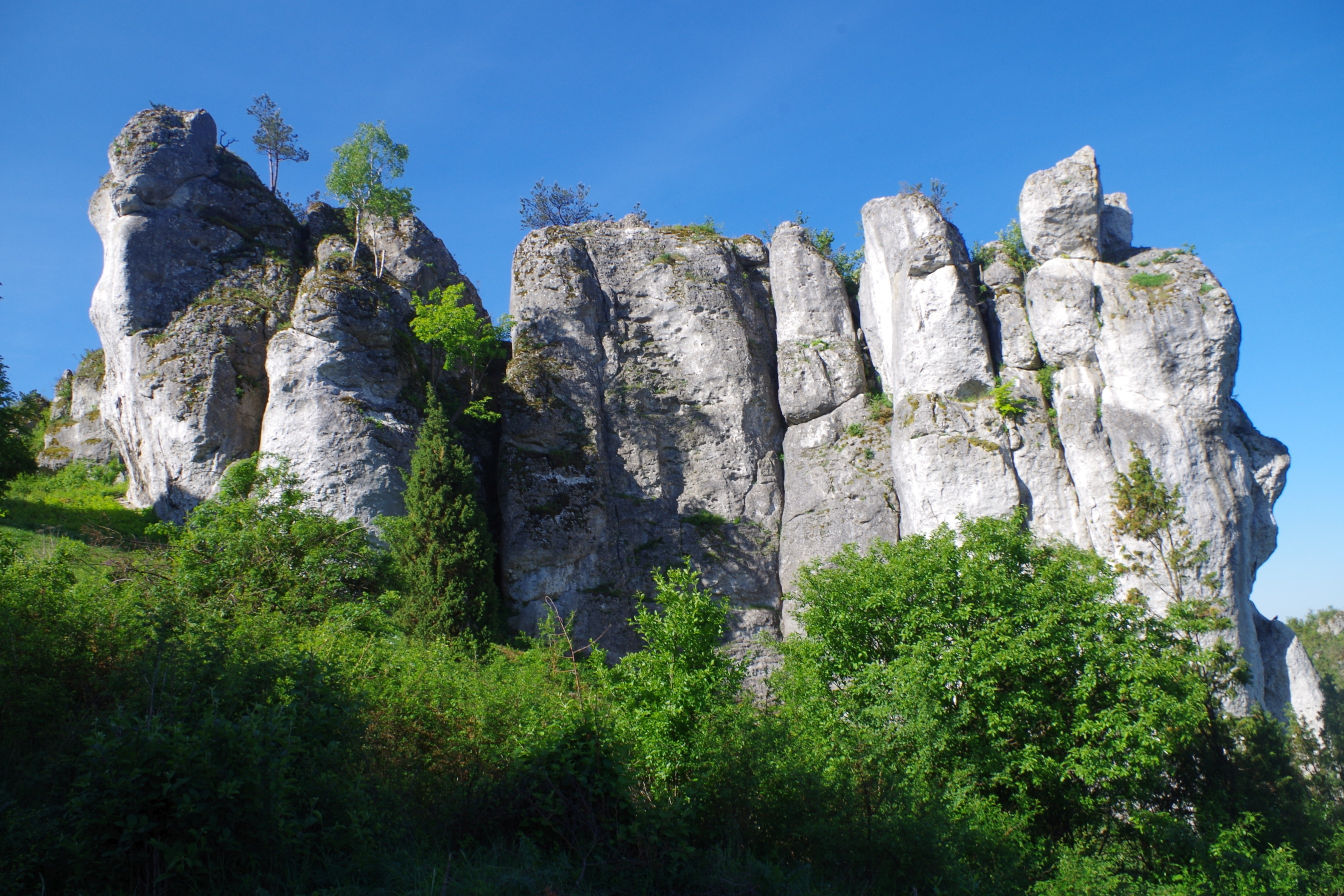
Grupa Kukuczki od wschodu